# Юридичний факультет Чернівецького національного університету імені Юрія Федьковича
Юридичний факультет Чернівецького національного університету імені Юрія Федьковича  — навчальний, науковий і культурно-освітній структурний підрозділ Чернівецького національного університету імені Юрія Федьковича, створений у 1875 році у складі заснованого цього ж року Чернівецького університету, на початку незалежності України відновлений.

## Історія

### Австрійський період (1875—1918)
У 1875 році у Чернівцях, з метою реалізації політики мультикультурности в Австро-Угорській імперії, було засновано Імператорський університет імені Франца Йосипа, котрий складався з юридичного, філософського та теологічного факультетів.
Перший декан юридичного факультету — австрійський вчений Фрідріх фон Ліблой. У 1878—1879 та 1890—1891 роках він був ректором університету.
На початках становлення факультету тут працювали Карл Адлер, Альфред Гальбан, Франц Гауке, Карл Гіллер, Ернест Груза, Генріх Зінгер, Фрідріх Клянвехтер, Артур Скедль, Костянтин Томащук, згодом — Ганс Гросс, Євген Ерліх та Йозеф Шумпетер.

### Румунський період (1918—1940)
Після переходу Буковини під владу Румунії стались докорінні зміни в навчальному процесі університету й факультету, зокрема. На зміну вільнодумству, творчости та здорового суперництва прийшла сувора дисципліна та етатизм. Вчені, що працювали на факультеті в цей період: Г. Дрегенеску, К. Ісопеску-Грекул.

Фрідріх Шулер — перший декан юридичного факультету Чернівецького університету
Євген Ерліх — фундатор соціологічної доктрини права
- Фрідріх Кляйнвехтер — доктор права, ректор 1882—1883, 1893—1894 рр.
Карл Гіллер — доктор права, професор, ректор 1885—1886 рр. Декан факультету 1882—1883, 1895—1896 рр. Професор австрійського кримінального права
Генріх Зінгер — доктор права. Ректор 1887—1888 рр. Доцент церковного права
Артур Скедль — доктор права, ректор 1898—1899 рр. Професор цивільно-процесуального права
Константін Ісопеску-Грекул — науковець-юрист, громадський і політичний діяч, ректор Чернівецького університету

### Радянський період (1940—1990)
Після встановлення радянської влади на Буковині юридичний факультет у Чернівецькому державному університеті припинив існування.

### Період незалежної України
Факультет відновлено 1 травня 1991 року Петром Станіславовичем Пацурківським, котрий згодом і став деканом. За підтримки тодішнього ректора університету Степана Костишина, було втілено ідею випускника 1926 року Леона Вовка, керівника групи юристів-експертів одного з підприємств Канади.
Втілювачем відродження став тодішній декан юридичного факультету Київського університету імені Тараса Шевченка Владлен Гончаренко: факультет створили як філію юридичного факультету Київського університету імені Тараса Шевченка з подвійним її підпорядкуванням. Це дало можливість працювати на факультеті професорам та доцентам юридичного факультету Київського національного університету імені Тараса Шевченка, Інституту держави і права імені В. Корецького НАН України та Львівського національного університету імені І. Франка Галині Балюк, Ярославі Безуглій, Лідії Вороновій, Наталії Воротіній, Леоніду Ковалю, Миколі Козюбрі, Володимиру Косаку, Володимиру Котюку, Віталію Марчуку, Віктору Мелащенку, Михайлу Михеєнку, Валер'яну Молдовану, Василю Мунтяну, Михайлу Неліпу, Володимиру Носіку, Олені Орлюк, Опанасу Підопригорі, Надії Пришві, Зориславі Ромовській, Володимиру Шаповалу, Сергію Шапченку, Олександру Шевченку, Ярославі Шевченко, Михайлу Штефану та іншим.
Лекції читали професори юридичних факультетів Віденського (Австрія), Гейдельберзького (Німеччина), Саскачеванського (Канада), Цюріхського (Швейцарія), Ягеллонського (Польща), Лок-Хевенського (США) університетів та низки інших вишів країн світу.
У 1996 році став окремим факультетом Чернівецького університету. Серед випускників факультету Дмитро Гладков, Віктор Гогоц, Юрій Ключковський, Костянтин Коніщев, Ростислав Лісовий, Віталій Марчак, Павло Петренко, Андрій Пишний, Оксана Продан, Мар'ян Савчишин, Наталія Якимчук, Арсеній Яценюк.
У 2015 році групою експертів Проекту «Справедливе правосуддя» було проведене зовнішнє незалежне оцінювання процесів забезпечення якості правничої освіти на факультеті.

## Кафедри факультету
Факультет складається з 7-и кафедр

### Кафедра публічного права
1 травня 1992 р. було створено катедру конституційного права, очолену доктором наук, професором Леонідом Юзьковим. Це була друга катедра від часу відновлення факультету. Згодом була перейменована на катедру кафедру конституційного, адміністративного і фінансового права України, котру очолила доктор наук, професор Лідія Воронова.
На катедрі працювали: доктори юридичних наук, професори Шаповал В. М., Пришва Н. Ю., Коваль Л. В., Георгіца А. З., випускники кафедри Яценюк А. П., Пишний А. Г. та багато інших. Зусиллями Воронової Л. К. на кафедрі започатковано Чернівецьку наукову школу з фінансового права.
З 1 січня 1999 року завідувачем катедри став доктор наук, професор Пацурківський Петро Станіславович, катедру було перейменовано на сучасну назву.
З вересня 2015 року катедру очолила доктор наук, професор Руслана Гаврилюк.
Катедра забезпечує викладання 17 навчальних дисциплін для студентів стаціонарної, екстернатної та заочної форм навчання. Катедра готує правників-фінансистів, правників-державознавців та правників-фахівців з адміністративного сервісного права. На катедрі працюють 5 докторів наук та 10 докторів філософії.

### Кафедра людських прав
Діє з такою назвою із квітня 2018 року, з 2014 року — катедра філософії, теорії та історії права. Відкрита на початку червня 1991 року як катедра теорії та історії держави і права, була першою катедрою відродженого юридичного факультету. До її складу увійшли кандидати наук, доценти А. В. Дубровіна, К. Ф. Янош, А. А. Козловський, П. С. Пацурківський, М. В. Никифорак, Я. С. Курко. Завідувачем обрали доктора юридичних наук, професора Київського національного університету Василя Лук'яновича Мунтяна.
У 1993 році катедру очолив доцент Київського університету В. П. Марчук, 2001—2008 роках завідувачем катедрою був доктор юридичних наук, професор Антон Козловський. З 2008 до 2017 року катедрою завідував професор М. В. Никифорак, з 2017 року завідувачем є доцент С. В. Савчук.
З 2014 року діє правознавче відділення університетського коледжу. Кафедра забезпечує процес навчання його першокурсників, а організацію роботи відділення очолює доцент О. Д. Максимюк.
Навчальний процес забезпечує викладацький штат кафедри: доктор наук М. В. Никифорак та доктори філософії, доценти С. Б. Боднар, О. Б. Бунчук, В. О. Васильчук, Н. А. Гураленко, О. П. Донченко, С. Б. Карвацька, О. Д. Максимюк, С. В. Місевич, С. В. Савчук, І. Ж. Торончук.
На кафедрі діє бібліотека, яка налічує більше 3 тисяч друкованих та електронних джерел правової інформації. Для студентів доступний електронний банк всіх лекційних курсів кафедри.
З 2002 р. на кафедрі відкрита аспірантура зі спеціальності «філософія права», з 2006 р. — зі спеціальності «теорія та історія держави і права, історія політичних і правових учень».
Кафедра видає науковий «Ерліхівський збірник» (вийшло 7 випусків), її викладачі постійно публікують свої статті у щоквартальному «Науковому віснику Чернівецького університету. Серія правознавство», якому у 2016 р. виповниться 20 років. З 2003 р. з ініціативи А. А. Козловського видається міжнародний часопис «Проблеми філософії права», який офіційно визнаний друкованим органом Міжнародної та Української асоціацій філософії права.
Основні напрямки кафедральних наукових досліджень:
- теорія права;
- філософія права;
- антропологія права;
- історія держави і права;
- історія політичних і правових учень;
- соціологія права.

Кафедра здійснює підготовку магістрів зі спеціальності «Філософія права».

### Кафедра європейського права та порівняльного правознавства
Утворена 1 лютого 2001 року, перший завідувач кафедри — доктор наук, професор А. З. Георгіца.
На кафедрі працювали: доктори наук М. В. Никифорак, Н. Я. Якимчук, С. В. Вишновецька, доктор філософії, доцент Л. Ю. Гіждіван, заступник голови Господарського суду Чернівецької області І. В. Скрипничук.
На кафедрі працюють: доктор наук — Меленко С. Г., доктори філософії — Вайцеховська О. Р., Волощук О. Т., Задорожна С. М., Кирилюк Н. В., Руденко О. В., Стратій О. В., Чебан В. І., Чепель О. Д., два асистенти — Ходоба О. І. та Хостюк І. В.
З 2012 по 2013 рік завідувачем катедри доктор наук, професор О. А. Музика-Стефанчук. З 2013 року кафедру очолює доктор наук, професор С. Г. Меленко.
На катедрі викладають дисципліни: міжнародне публічне та приватне права, права Європейського Союзу та зарубіжних країн, порівняльне правознавство та конституційне право, права національних меншин у міжнародному праві та Європейського Суду з прав людини, міжнародний захист прав людини, міжнародні правосуддя, трудове, фінансове та міграційне право ЄС тощо.

### Кафедра процесуального права
Створена 1 вересня 2004 року з назвою кафедра правосуддя, завідує катедрою доктор наук, доцент Оксана Щербанюк. З вересня 2004 по серпень 2014 років кафедру очолював кандидат юридичних наук, доцент Олександр Гетманцев. З 2018 року отримала сучасну назву.
На кафедрі викладаються дисципліни: «Конституційне судочинство», «Судові та правоохоронні органи України», «Кримінальне процесуальне право України», «Цивільне процесуальне право України», «Адміністративне процесуальне право України», а також спецкурси «Виконавче провадження», «Докази та доказування», «Складання процесуальних документів з кримінальних, цивільних та адміністративних справ».
На кафедрі працюють 13 викладачів: доктор наук Щербанюк О. В., доктори філософії Гетманцев О. В., Гордєєв В. В., Дергач Л. В., Кондрат'єва Л. А., Паскар А. Л., Скуляк І. А., Татулич І. Ю., Турман Н. О., Чебан В. М., Черновський О. К., асистенти Бутирська І. А., Кімчинська С. В., Кундік Р. І.
У складі кафедри правосуддя працює «Юридична клініка», яка була створена у 2006 році при підтримці фонду «Відродження». Зараз юридична клініка функціонує на громадських засадах, надаючи безкоштовні юридичні консультації. Керівниками юридичної клініки є кандидати юридичних наук Дергач Л. В. та Гордєєв В. В. Участь у роботі юридичної клініки дозволяє студентам закріпити здобуті теоретичні знання та успішно реалізовувати їх на практиці в судових та правоохоронних органах, адвокатурі, нотаріаті.

### Кафедра приватного права
Започаткована 1 вересня 1993 року зусиллями доктора юридичних наук, професора Ярослави Шевченко.
На кафедрі працювали: доктори наук, професори Кузнєцова Н. С., Ромовська З. В., Штефан М. Й., Безугла Я. І. та ін. З 2002 року до 2014 року кафедру очолювала доктор філософії, доцент Ніна Гетьманцева. Завідувачем кафедри є доктор наук, доцент Микола Боднарук Микола.
На катедрі викладають: цивільне, сімейне, трудове, господарське, спадкове, деліктне, страхове права, європейські стандарти приватного права, право соціального захисту в Україні, правове регулювання відносин інтелектуальної власності та зайнятості (працевлаштування) населення, договірне регулювання трудових відносин, актуальні проблеми цивільного права, правове регулювання інвестиційної діяльності, правовий режим майна членів сім'ї тощо.
При катедрі працюють лабораторія з охорони і захисту прав та інтересів фізичних і юридичних осіб та студентський гурток з приватного права.
Викладацький склад: Боднарук Микола Іванович, Бурка Альона Валентинівна, Волощенко Тетяна Миколаївна, Галкевич Сергій Вікторович, Ганчук Ольга Миколаївна, Гетьманцева Ніна Дмитрівна, Гудима-Підвербецька Марія Мирославівна, Кіріяк Оксана Василівна, Козуб Ірина Георгіївна, Малєнко Ольга Валеріївна, Митрицька Ганна Григорівна, Никифорак Володимир Михайлович, Одовічена Яна Анатоліївна, Орловський Олег Ярославович, Пацурківський Юрій Петрович, Пилипко Юлія Олександрівна, Померанський Ігор Валентинович, Процьків Наталія Миколаївна.

### Кафедра кримінального права і криміналістики
Історія кафедри кримінального права і криміналістики пов'язана з іменами таких видатних вчених, як Карл Гіллер, Ганс Гросс, Адольф Ленц, Франц Екснер, Константін Ісопеску-Грекул, Константін Радулеску, які викладали дисципліни «Карне право», «Карний процес», «Тюрмознавство», «Кримінологія».
У 1994 році відбулось відродження кафедри. За період існування кафедру очолювали професор Микола Якимчук, професор Анатолій Музика, доктор юридичних наук Сергій Нежурбіда.
Кафедру очолює кандидат юридичних наук, доцент Жаровська Галина Петрівна. Членам професорсько-викладацького складу кафедри були доцент Володимир Іщенко, професор Віталій Марчак. За 20 років викладачами кафедри захищено три докторські та 12 кандидатських дисертацій. З 2011 р. кафедра працює над комплексною науковою темою «Актуальні питання протидії злочинності на сучасному етапі розвитку української держави».
На кафедрі на постійній основі функціонують студентські гуртки, діє бібліотека, яка налічує друкові та електронні джерела інформації, а також функціонує сучасна криміналістична лабораторія і кримінологічна обсерваторія. Для студентів доступний електронний банк всіх лекційних курсів кафедри.

### Кафедра юридичної психології
Катедру створено 29 липня 2016 року, відповідно до наказу № 106 ректора університету професора Мельничука С. В.
На даний час кафедра юридичної психології є базовим структурним підрозділом Чернівецького національного університету, до складу якого входить сім науково-педагогічних працівників. Усі члени кафедри мають науковий ступінь або вчене звання, зокрема: два доктори юридичних наук, кандидат медичних наук та 4 кандидати юридичних наук.
Метою діяльності кафедри є провадження освітньої, методичної та наукової діяльності за спеціальністю «Правознавство», напрацювання методик, шляхів вивчення та розв'язання проблем психологічного забезпечення юридичної діяльності, науково-методичне забезпечення психологічного супроводу освітнього процесу.